# Julius Kariuki
Julius Kariuki (Nyahururu, 12 juni 1961) is een voormalig Keniaans atleet, die gespecialiseerd is in de 3000 m steeple. Hij werd eenmaal olympisch kampioen en Afrikaans kampioen in deze discipline.

## Biografie
Kariuki maakte zijn internationale debuut op de Olympische Zomerspelen 1984 in Los Angeles, waar hij als zevende finishte op de 3000 m steeple. Een jaar later werd hij Afrikaans kampioen. Op de Olympische Zomerspelen 1988 in Seoel won Kariuki de wedstrijd in 8.05,51, ondanks dat hij niet tot de favorieten voor de overwinning behoorde. In de finale konden Kariuki en Peter Koech zich van de rest losmaken en in de laatste ronde wist hij Koech te verslaan.
Kariuki won in 1989 de 10.000 m op de wereldkampioenschappen voor studenten in Duisburg en de 3000 meter steeple op de IAAF wereldbekerwedstrijd. In 1990 won hij eenvoudig een gouden medaille op de Gemenebestspelen en werd vierde op de wereldkampioenschappen in 1991.
Hij zette zijn sportcarrière nog een aantal jaar voort, maar door de sterke concurrentie van andere Keniaanse lopers, kon hij zich niet meer kwalificeren voor internationale kampioenschappen.

## Titels
- Olympisch kampioen steeple - 1988
- Gemenebest kampioen 3000 m steeple - 1990
- Afrikaans kampioen 3000 m steeple - 1985

## Persoonlijke records
| Onderdeel      | Prestatie | Datum             | Plaats            |
| -------------- | --------- | ----------------- | ----------------- |
| 5000 m         | 13.39,80  | 8 juli 1994       | Villeneuve-d'Ascq |
| 2000 m steeple | 5.14,43   | 21 augustus 1990  | Rovereto          |
| 3000 m steeple | 8.05,51   | 30 september 1988 | Seoel             |

## Palmares

### 3000 m steeple
- 1984: 7e OS - 8.17,47
- 1985:  Wereldbeker - 8.39,51
- 1988:  IAAF Grand Prix - 8.24,52
- 1988:  OS - 8.05,51 (OR)
- 1989:  Wereldbeker - 8.20,84
- 1990:  Gemenebestspelen - 8.20,64
- 1993:  IAAF Grand Prix - 8.16,26

### 3000 m
- 1986:  Aachen Meeting - 7.49,70
- 1986:  Meeting Internazionale Città di Caorle - 7.47,35
- 1989:  Grosseto Meeting - 7.48,73
- 1989:  Meeting Arena 89 in Bern - 7.48,53
- 1994:  Palio della Quercia in Rovereto - 7.52,22
- 1995:  Karelia Games in Lappeenranta - 7.58,60

### 5000 m
- 1989:  Linz Meeting - 13.35,72
- 1992:  Palio della Quercia in Rovereto - 13.39,16

### 10.000 m
- 1989:  Universiade - 28.35,46

### 5 km
- 1989: 4e Carlsbad - 13.30

### 10 Eng. mijl
- 1996: 4e Trevira Twosome - 48.53

### marathon
- 2001: 8e marathon van Milaan - 2:13.16

1920: Percy Hodge ·
1924: Ville Ritola ·
1928: Toivo Loukola ·
1932: Volmari Iso-Hollo ·
1936: Volmari Iso-Hollo ·
1948: Tore Sjöstrand ·
1952: Horace Ashenfelter ·
1956: Chris Brasher ·
1960: Zdzisław Krzyszkowiak ·
1964: Gaston Roelants ·
1968: Amos Biwott ·
1972: Kipchoge Keino ·
1976: Anders Gärderud ·
1980: Bronisław Malinowski ·
1984: Julius Korir ·
1988: Julius Kariuki ·
1992: Matthew Birir ·
1996: Joseph Keter ·
2000: Reuben Kosgei ·
2004: Ezekiel Kemboi ·
2008: Brimin Kipruto ·
2012: Ezekiel Kemboi ·
2016: Conseslus Kipruto ·
2020: Soufiane El Bakkali ·
2024: Soufiane El Bakkali